# Bolero ranchero
Il bolero ranchero è un genere musicale messicano, frutto dell'ibridazione del bolero cubano con la ranchera messicana.

## Storia
La sua creazione viene attribuita al cantante e compositore Rubén Fuentes, nato a Ciudad Guzmán, nello stato messicano di Jalisco. Tra i suoi interpreti più noti si trovano, tra gli altri, Pedro Infante, Jorge Valente, Amalia Mendoza, Flor Silvestre, Helenita Vargas e Javier Solís. Quest'ultimo alla fine divenne l'interprete più popolare di questo genere musicale a livello continentale e mondiale, tanto che fu definito il re del bolero ranchero.
Genere musicale nato alla metà del XX secolo, ha avuto il proprio apogeo negli anni sessanta e continua a essere uno dei generi più popolari della musica messicana in tutto il mondo. Le canzoni del Bolero ranchero sono caratterizzate da testi romantici e l'accompagnamento di una quartetto di mariachi, che consiste di violino, chitarra, vihuela e guitarron. Nel corso dei decenni successivi, il genere ha continuato a evolversi, incorporando elementi di pop, rock e altri stili musicali. Tuttavia, il bolero ranchero rimane un'importante forma musicale in Messico e in altri paesi di lingua spagnola, con un vasto pubblico che apprezza la sua musica nostalgica e romantica.